# Mesoleius rugipleuris
Mesoleius rugipleuris là một loài tò vò trong họ Ichneumonidae.